# Pașena Balka (Dolînske), Dnipro
Pașena Balka (în ucraineană Пашена Балка) este un sat în comuna Dolînske din raionul Dnipro, regiunea Dnipropetrovsk, Ucraina.

## Demografie
Componența lingvistică a localității Pașena Balka
     Ucraineană (85,71%)
     Rusă (12,7%)
Conform recensământului din 2001, majoritatea populației localității Pașena Balka era vorbitoare de ucraineană (85,71%), existând în minoritate și vorbitori de rusă (12,7%).